# リンダ・フィオレンティーノ
クロリンダ・"リンダ"・フィオレンティーノ（Clorinda "Linda" Fiorentino, 1958年3月9日 - ）はアメリカ合衆国ペンシルベニア州フィラデルフィア出身の女優。イタリア系。

## 略歴
ローズモンド・カレッジ卒業後、ニューヨークのサークル・イン・ザ・スクエアで演技を学ぶ。
1985年、当時よりその美貌が注目され、マシュー・モディーン主演の「ビジョン・クエスト／青春の賭け」のヒロインに抜擢され映画デビュー。主人公が憧れる年上の美人女性を演じて注目される。
1988年、『モダーンズ』では持ち味のハスキーボイスを生かしてファム・ファタール風の女性レイチェルを演じてハマり役となるが、以後役に恵まれず、セクシーサスペンスなどに出演。
1991年、ケヴィン・ベーコン共演の「クイーンズ・ロジック／彼女の言い分、彼の言い訳」に、魚問屋の妻カーラ役で出演。
1994年公開のサスペンス映画「甘い毒」では主役の悪女ブリジットを好演。
そして1997年、バリー・ソネンフェルド監督のSFアクションコメディ「メン・イン・ブラック」では、トミー・リー・ジョーンズ、ウィル・スミスと共演。ヒロインの美人検視官を演じ、再び美貌と演技力が注目され返り咲く。同作は高評価を得て97年度の全世界ナンバー1ヒットを記録した。
1999年、天国への帰還を企む堕天使コンビと、彼らを阻止するために遣わされた女性の戦いをコミカルに描いた異色の宗教ドラマ、ベン・アフレック、マット・デイモン主演の「ドグマ」では、シカゴの中絶医ベサニーを演じた。この作品は、アメリカでは神を冒涜しているとして上映禁止運動が起こりながらも大ヒットした。
その後は出演作は減っているが2009年に「Once More with Feeling」でやや老け込んだ感もあるがメディアに姿を見せている。
私生活ではリチャード・ドレイファス主演の問題作『ボーイ・ワンダーの孤独』やビル・マーレイ脚本・主演の『剃刀の刃』を監督した映画監督ジョン・バイラムと一時結婚していたが離婚。

## エピソード
写真を本格的に学んだことがある。
「メン・イン・ブラック」で演じた美人検視官ローレル・ウィーバーは人気が高く、2002年に続編が製作された際には再登場する提案もなされたが結局廃案となった。シリーズは現在第4弾まで公開が決定しているが、復帰を望むファンの声は多かった。2001年公開の世界初のフルCG映画「ファイナルファンタジー」の主人公・アキの容貌は若い頃のリンダがモデルと言われている。

## 主な出演作品
| 作品名                                                                | 公開年 |
| ビジョン・クエスト/青春の賭け (Vision Quest/Crazy For You)            | 1985   |
| ガッチャ! (Gotcha!)                                                   | 1985   |
| アフター・アワーズ (After Hours)                                      | 1985   |
| モダーンズ (The Moderns)                                              | 1988   |
| ネオン・エンパイア (The Neon Empire)                                  | 1990   |
| クイーンズ・ロジック/女の言い分・男の言い訳 (Queens Logic)            | 1991   |
| 過ぎゆく夏 (Shout)                                                    | 1992   |
| キング・オブ・ハーレー (Beyond the Law)                               | 1993   |
| ミッドナイト・スキャンダル (Roses Are Dead)                           | 1993   |
| からみつく愛欲の罠 (Chain Of Desire)                                  | 1993   |
| 覗く女２ (Bodily Harm)                                                | 1994   |
| 甘い毒 (The Last Seduction)                                           | 1994   |
| ジェイド (Jade)                                                       | 1995   |
| アンフォゲタブル (Unforgettable)                                      | 1996   |
| 小さな贈りもの (Larger than Life)                                     | 1996   |
| ボディ・カウント／ヤバい奴ら (Body Count)                             | 1996   |
| メン・イン・ブラック (Men in Black)                                   | 1997   |
| ステューピッド・イン・ニューヨーク (Kicked in the Head)               | 1997   |
| ドグマ (Dogma)                                                        | 1999   |
| 私が愛したギャングスター (Ordinary Decent Criminal)                   | 2000   |
| ゲット・ア・チャンス! (Where the Money Is)                            | 2000   |
| ２９９９年異性への旅 (What Planet Are You From？)                     | 2000   |
| ジェイ&サイレント・ボブ 帝国への逆襲 (Jay and Silent Bob Strike Back) | 2001   |
| スナイパー (Liberty Stands Still)                                     | 2002   |
| もう一度気持ちを込めて (Once More with Feeling)                       | 2009   |

## 受賞歴
NY批評家協会賞